# Брјештје
Брјештје (слч. Brieštie) насељено је мјесто са административним статусом сеоске општине (слч. obec) у округу Турчјанске Тјеплице, у Жилинском крају, Словачка Република.

## Становништво
| Година:    | 1994. | 2004.    | 2014.    | 2024.   |
| ---------- | ----- | -------- | -------- | ------- |
| Број људи: | 183   | 159      | 138      | 128     |
| Разлика:   |       | -13,11 % | -13,20 % | -7,24 % |

| Година:    | 2023. | 2024.   |
| ---------- | ----- | ------- |
| Број људи: | 133   | 128     |
| Разлика:   |       | -3,75 % |

Према подацима о броју становника из 2011. године насеље је имало 141 становника.